# Creoleon desertus
Creoleon desertus är en insektsart som beskrevs av Hölzel 1982. Creoleon desertus ingår i släktet Creoleon och familjen myrlejonsländor. Inga underarter finns listade i Catalogue of Life.